# Российский народно-демократический союз
Росси́йский наро́дно-демократи́ческий сою́з — российское общественно-политическое движение, учреждённое в 2006 как организация «Народ за демократию и справедливость». Лидер — Михаил Касьянов. Входило в интернационал Европейской партии либеральных демократов и реформаторов. 16 июня 2012 в ходе объединения с другими политическими организациями вошло в Партию народной свободы (ПАРНАС).

## Учредительная конференция
8 апреля 2006 года в Москве прошла Учредительная конференция движения. В инициативную группу движения входили Михаил Касьянов, Константин Мерзликин, Геннадий Пушко, Иван Стариков, Николай Травкин, Ирина Хакамада и другие. В работе конференции приняли участие около 200 человек, представлявших 41 регион страны.
Среди делегатов — представители Демократической партии России, РДП «Наш выбор», СПС, «Яблоко», нескольких десятков общественных организаций. Делегаты конференции обсудили и приняли Устав и Манифест движения и наметили план предстоящих организационных мероприятий. Были избраны руководящие органы движения — Президиум и его председатель. Председателем движения стал Михаил Касьянов. В Президиум вошли К. Мерзликин, А. Половинкин, Г. Пушко, И. Стариков, Н. Травкин, И. Хакамада.

## Учредительный съезд
1 июля 2006 состоялся съезд движения. Межрегиональное движение «Народно-демократический союз» преобразовано в Общероссийское общественное движение «Российский народно-демократический союз».
На учредительном съезде нового движения приняты его устав и манифест, избраны руководящие и контрольно-ревизионные органы движения. Председателем движения переизбран Михаил Касьянов.
Касьянов заявил, что в планах — преобразовать движение в партию «центристской ориентации», поскольку на партийном ландшафте «центр остаётся пустой». «Наше решение, наши рекомендации по партийному строительству таковы: поддержать на основе положений Манифеста НДС о создании новой политической партии центристской ориентации путём формирования организованного, широкого круга сторонников во всех регионах нашей страны», — сказал Касьянов.
Михаил Касьянов считает, что для успешного развития России ставку необходимо делать на высокотехнологичные отрасли, а также поддерживать институты гражданского общества:
«Надо приоритетную ставку сделать на образование, науку, на высокотехнологичные отрасли экономики, а не на сырьевую сферу. Россия должна стать не энергетической империей, а империей свободы».
По мнению Касьянова, «только сильная власть может способствовать развитию гражданского общества, слабая — стремится контролировать всё и вся». При этом экс-премьер заявил, что необходимо не допустить излишней «концентрации власти», а также «изоляции России от мирового сообщества».
Он предостерёг от «популизма и изоляционизма» и добавил, что курс на противостояние России остальному миру стал бы ошибкой. «Это ошибка, потому что никто сегодня не угрожает нам так, как мы сами угрожаем себе», — сказал Касьянов.
В то же время, говоря о внешней политике, он отметил, что Россия не должна стремиться к вступлению в Евросоюз. «Россия — особая страна и она должна идти своим свободным путём», — подчеркнул Касьянов.
Касаясь ситуации в ближнем зарубежье, Касьянов призвал к изменениям в политике в отношении соседних государств с тем, чтобы повысить привлекательность России.
Касьянов также выразил обеспокоенность тем, что, по его мнению, сейчас «буксуют национальные проекты» и впервые за последние семь лет правительство намерено сформировать дефицитный бюджет на 2007 год. «Это мина замедленного действия», — считает экс-премьер.
Кроме того, он заявил о необходимости активизировать борьбу с коррупцией, подчеркнув при этом, что эта борьба не должна сводиться к «чисто советской» ротации кадров. Касьянов отметил, что главной своей базой НДС считает российский средний класс.
Сославшись на данные президиума НДС, Касьянов сообщил, что создание партии считают целесообразным 40-50 % участников съезда. «Это в перспективе позволит тем нашим участникам, кто исповедует центристскую идеологию, участвовать в выборах на всех уровнях», — сказал Касьянов.
В то же время Касьянов сообщил журналистам в перерыве съезда, что сам не намерен возглавлять никакую политическую партию. «Мы все пришли к выводу, что мне не следует возглавлять какую-либо политическую партию. Я продолжаю быть лидером нашего НДС», — сказал он.
На съезде Касьянов поставил задачу членам движения — принять «максимальное участие в местных выборах, там, где нет партийных списков», и взаимодействовать с различными организациями, «которые имеют право участвовать в выборах».
По данным организаторов, сейчас отделения движения созданы в 54 регионах РФ. В съезде участвовало более 200 делегатов из 60 регионов.
Политический антураж вокруг съезда: Как сообщило информагентство «Интерфакс», проход и проезд на территорию подмосковного учебно-методического центра «Голицыно», где проходил съезд НДС, осуществляется по пропускам, и политические противники НДС избрали иной путь для своих акций. Так, перед началом съезда над территорией центра пролетел дельтаплан, который разбросал имитацию 100-долларовых купюр с портретом предпринимателя Бориса Березовского и листовкой с имитацией его письма к делегатам съезда.
Кроме того, на дороге, ведущей к центру, некие люди разбросали большое количество грабель, чтобы воспрепятствовать проезду транспорта.

## Второй съезд движения
2 июня 2007 г. в Москве прошёл съезд Российского народно-демократического союза. На съезде состоялась дискуссия по основным политическим вопросам, включая вопрос об отношении к федеральным выборам.
С докладом Архивная копия от 5 июля 2007 на Wayback Machine выступил лидер РНДС М. М. Касьянов. В рамках доклада М. Касьянов сформулировал основные тезисы своей будущей предвыборной программы:
- Переселить четверть населения страны из непригодного для жизни жилья в новые дома, в остальных домах провести капремонт и переустроить жилищно-коммунальную сферу. Для этого нужно не создание очередной государственной корпорации или фонда, а формирование действенной муниципальной власти и обеспечение её с непосредственным участием федерального центра необходимыми целевыми ресурсами;
- Вернуть людям бесплатное здравоохранение. Нужно определить четкий перечень медицинских услуг и лекарств, которые всегда и везде должны быть доступны исключительно за счет бюджетных средств. Все возможности для этого есть. Платное здравоохранение может и должно развиваться, но не вместо бесплатного, а в дополнение к нему;
- Вернуть людям бесплатное всеобщее среднее образование, дающее знания на традиционно высоком для нашей страны уровне, и предоставить ясные возможности получения высшего образования на бесплатной основе;
- Коренным образом изменить структуру доходов, прежде всего решить проблему доходов бюджетников-профессионалов — учителей, врачей, музейщиков, библиотекарей, театральных работников. Именно они, а не только чиновники, как сейчас, должны, наконец, увидеть рост своих доходов, сопоставимый с ростом экономики последних лет;
- Решить обострившиеся проблемы текущего пенсионного обеспечения и отсутствия современной пенсионной системы. В этой сфере придется все начать заново и завершить в короткий срок. Для этого необходимо внедрить современную пенсионную систему с устойчивой инвестиционно-страховой схемой для будущих пенсионеров. Что касается нынешних пенсионеров, то увеличение их пенсий за три года составит не 20 %, как неохотно собирается сделать нынешняя власть, а 120 %. В любом случае пенсия не будет ниже прожиточного минимума.
- Изменить отношение власти и всего общества к инвалидам. Обеспечив этих граждан всеми необходимыми им средствами реабилитации, предоставив им необходимые льготы, мы сможем решить проблему адаптации инвалидов к нормальной жизни.
- Добиться постепенной ликвидации системы детских домов за счет передачи детей в приемные и патронатные семьи. Забота о детях из социально неблагополучных семей и сиротах станет приоритетной задачей партнерства государства и неправительственных организаций. Государство обязано обеспечить формирование полноценного молодого поколения, которое сможет получить качественное образование, хорошо оплачиваемую работу, обзавестись семьёй.
- «Покончить с армейским рабством» — за три года полностью отменим призыв на срочную воинскую службу.

Съезд принял решение выдвинуть М. М. Касьянова в качестве кандидата на должность Президента Российской Федерации.

## Программа
2 июня 2007 г. была принята программа Российского народно-демократического союза.
Программа включает в себя следующие вопросы и пути их решения:
- Эффективная социальная система
  - Современная система образования
  - Современное здравоохранение
  - Культура и русский язык
  - Семья, материнство, детство
  - Активная жилищная политика
  - Жилищно-коммунальное хозяйство
  - Пенсионная реформа и пожилые люди
  - Социализация инвалидов
  - Политика доходов и система социальной защиты
  - Безработица и занятость. Трудовая миграция
- Конкурентная регулируемая экономика
  - Частная собственность
  - Государственное регулирование экономики
  - Проблемы конкуренции и малый бизнес
  - Налоговая, бюджетная и кредитно-денежная политика
  - Финансовый рынок и банковская система
  - Природопользование и экология
  - Сельское хозяйство
- Сильное демократическое государство
  - Избирательная система и политическая конкуренция
  - Восстановление и развитие федерализма
  - Восстановление разделения властей. Регламентирование парламентской и президентской власти
  - Развитие местного самоуправления
  - Обеспечение независимости СМИ
  - Усиление роли гражданского общества
  - Трансформация судебной системы
  - Трансформация системы государственной службы
  - Трансформация правоохранительной системы и системы государственной безопасности
  - Реформирование армии
- Россия и окружающий мир
  - Восстановление международного авторитета страны и её отношений с основными партнёрами на международной арене
  - Обеспечение непосредственное и равноправное участие России в решении наиболее важных вопросов текущего мироустройства
  - Возвращение России роли лидера на постсоветском пространстве.

## Создание партии
2 июля 2007 года Михаил Касьянов заявил, что выходит из коалиции «Другая Россия» и берёт курс на самостоятельную борьбу.
3 июля в Нижнем Новгороде прошло заседание организационного комитета по созданию новой партии «Народ за демократию и справедливость» (НДС). Председателем оргкомитета избран Константин Мерзликин. Был принят меморандум оргкомитета НДС и принято решение провести учредительный съезд партии осенью 2007 года.
Учредительный съезд новой партии Касьянова прошёл 22 сентября в пансионате «Берёзки». 22 сентября Михаил Касьянов был избран председателем политической партии «Народ за демократию и справедливость». В работе учредительного съезда приняли участие делегаты из 57 регионов страны. За кандидатуру Касьянова на пост председателя партии проголосовали 228 человека, четыре были «против». Документы на государственную регистрацию политической партии НДС подала в декабре, 28 января 2008 Федеральная регистрационная служба в регистрации отказала..